# Mike Wofford
Mike Wofford (San Antonio, Texas, 25 de febrero de 1938) es un pianista estadounidense de jazz.

## Trayectoria
Desde finales de 1962, y durante toda el resto de esa década, toca en el área de Los Ángeles con músicos de la escena West Coast, como Shorty Rogers, Chet Baker, Larry Bunker (con quien graba), Shelly Manne o Gil Fuller, además de con Art Pepper, Maynard Ferguson, Gary Burton y Joe Pass. También trabaja con la cantante June Christy y, ya a final de la década, con la big band de Red Norvo. En los años 1980, tocó con su propio trío y, además, trabajó con Mike Barone, Harry Edison, Benny Carter Oliver Nelson, Bud Shank y Zoot Sims. Asentado en San Diego, realizará giras y grabaciones con Kenny Burrell, Benny Golson, Art Farmer, Charlie Haden, Slide Hampton, Clifford Jordan, Ray Brown, Charles McPherson y otros.
Wofford consiguió una sólida reputación como músico de sesión, no sólo en discos de jazz, sino también en grabaciones de estrellas del rock, como John Lennon (en su disco "Rock and roll", de 1975) o Roger McGuinn.

## Estilo
La crítica lo ha considerado como un pianista sutil y variado, hábil en la utilización de los silencios e intimista, a menudo comparado con Bill Evans. Su formación era genuinamente bop, aunque adaptado a múltiples estilos.

## Discografía
- Strawberry Wine, con John Doling y John Guerin, 1966.
- Sure Thing, con Tom Azarello, Monty Budwig, John Guerin, Jim Plank y Andy Simpkins, 1967.
- Summer Night, con Monty Budwig y John Guerin, 1967, Milestone Records.
- Scott Joplin: Interpretations '76, con Chuck Domanico y Shelly Manne, 1976.
- Afterthoughts, piano sólo, 1978.
- Mike Wofford Trio Plays Jerome Kern, con Jim Plank y Andy Simpkins, 1980.
- Mike Wofford Quartet Plays Jerome Kern, Vol. 2, con Jim Plank y Andy Simpkins, 1980.
- Plays Jerome Kern, Vol. 3, con Jim Plank y Andy Simpkins, 1981.
- Funkallero, con Sherman Ferguson, Andy Simpkins y Paul Sundford, 1987.
- Plays Gerald Wilson: Gerald's People, con Richie Gajate Garcia y Rufus Reid, 1988.
- Live at Maybeck Recital Hall, Vol. 18, piano sólo, 1992.
- Synergy, con Joe LaBarbera y Rob Thorsen, 1998.
- Time Cafe, con Duncan Moore y Darek Oleszkiewicz, 2001.
- Live at Athenaeum Jazz, con Victor Lewis y Peter Washington, 2004.

### Textos de referencia
- CARLES, Phillipe; CLERGEAT, André & COMOLLI, Jean-Louis: Dictionaire du jazz . Robert Laffont Edt, París, 1988. ISBN 2-221-04516-5
- Biografía en Allmusic
- Biografía en All About Jazz

- Datos: Q1512241